# Koń fryzyjski

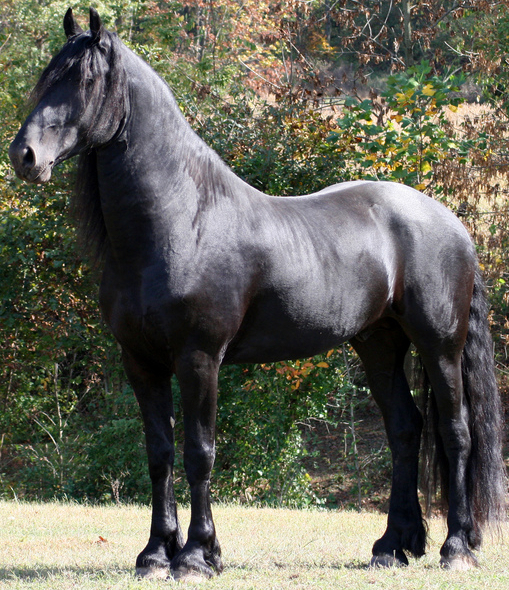
Koń fryzyjski

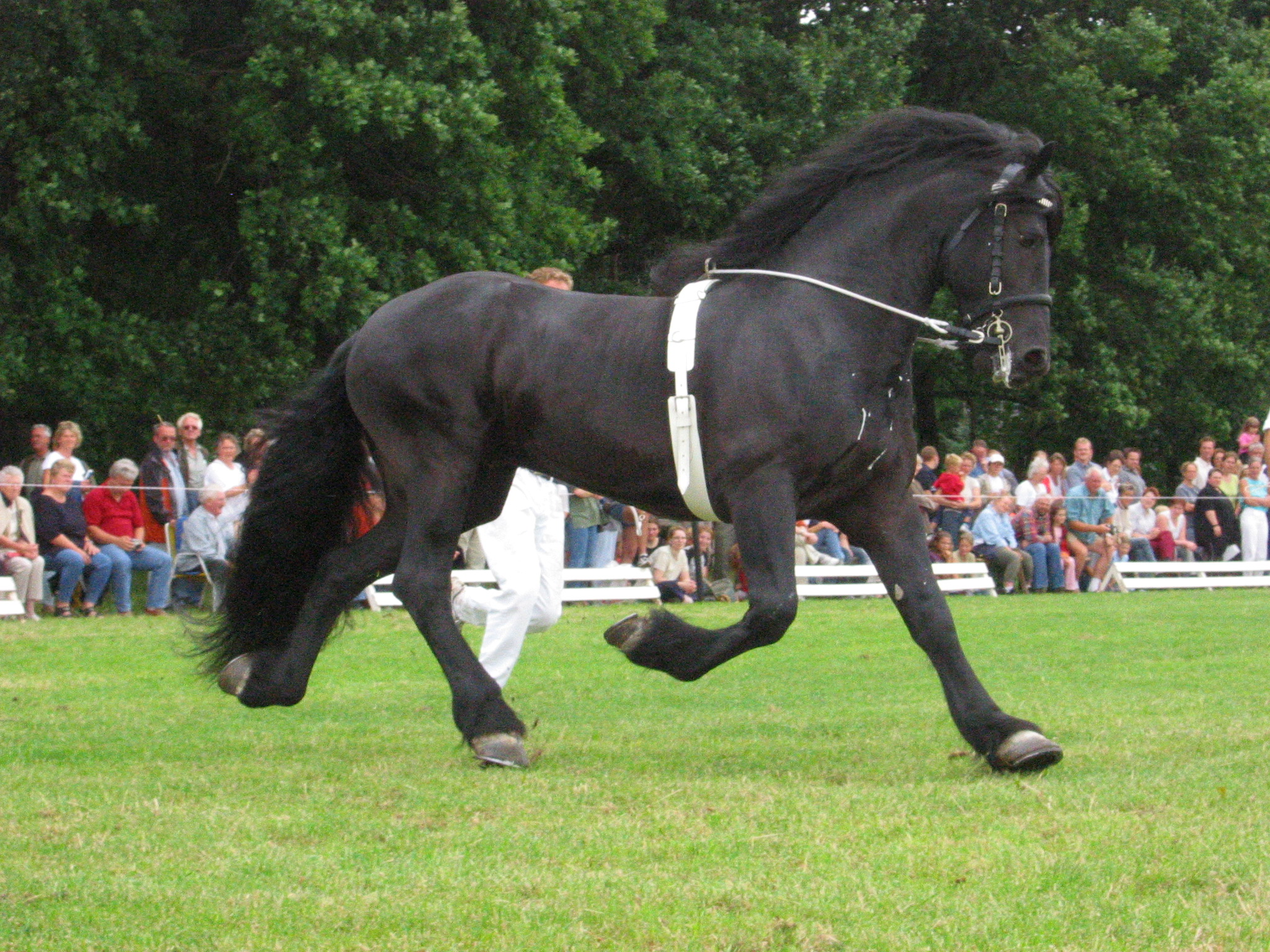
Koń fryzyjski w ruchu

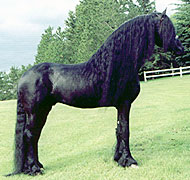
Ogier rasy fryzyjskiej

Koń fryzyjski (tzw. fryz) – rasa koni zimnokrwistych pochodząca z historycznej krainy Fryzji (w dzisiejszej Holandii). Do charakterystycznych cech tych koni należą: kare umaszczenie, bujna grzywa, ogon i szczotki pęcinowe oraz wysokie i efektowne chody.

## Historia
Rasa została zapoczątkowana już w czasach rzymskich; w średniowieczu także istniała popularna odmiana silnych karych koni, używanych często jako konie bojowe. W późniejszych czasach, w hodowlach chłopskich powstały konie flamandzkie. W epoce baroku, konia tego uszlachetniono krwią koni iberyjskich w celu otrzymania eleganckiego wierzchowca, jednakże w XVIII wieku i XIX wieku ten kierunek hodowli został zaniechany. Obecnie istniejąca lżejsza rasa pochodzi od koni pozostałych w rękach chłopów, pracujących na folwarkach, a także jako konie pocztowe. W roku 1878 założono pierwszą księgę stadną: Friesche Paarden Stamboek. Wpisane do niej konie wywodzą się od pierwszego zapisanego do niej w 1885 roku ogiera Nemo 51.
W czasach baroku, konie fryzyjskie użytkowane były głównie w barokowych szkołach jazdy, zdobywając sławę w Hiszpańskiej Szkole Jazdy, a także jako luksusowe konie powozowe, zwane karosjerami. Były również cenionymi końmi eksportowymi, kupowanymi na Węgrzech, w Anglii, we Francji, w Stanach Zjednoczonych, w Niemczech oraz w Południowej Afryce.
W XVIII wieku zaczęto używać tych koni w wyścigach kłusaków, popularnych wówczas we Fryzji, objętych patronatem króla Williama I, zwanych Dniami Królewskiego Złotego Bata. W XIX wieku jako kłusaki stały się popularne w całej Europie i wzięły udział w tworzeniu ras kłusaków orłowskich i amerykańskich, które to konie wyparły z czasem fryzy z tej konkurencji.
Pomimo starań hodowców, zmiany w społeczeństwie i rolnictwie w kolejnych dekadach doprowadziły do marginalizacji fryzów oraz do obniżenia ich jakości hodowlanej. Wojny i postęp cywilizacyjny w XX wieku spowodowały utrzymanie tej tendencji i dopiero pod koniec stulecia rasa koni fryzyjskich ponownie rozkwitła.

## Pokrój
Wzrost

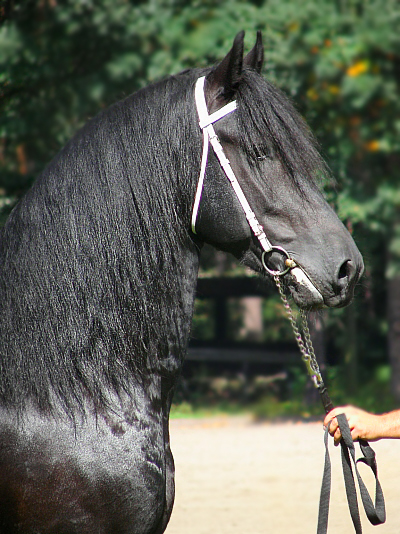
Głowa konia fryzyjskiego

Współczesny fryz jest średniego kalibru. Preferowany wzrost trzyletniego konia to 160 cm wysokości w kłębie, a minimalny to 154 cm dla klaczy stadnej, dla klaczy ster jest to 156 cm, natomiast dla klaczy Kroon 158 cm i tyle samo dla licencjonowanego ogiera. Nie istnieje górna granica wzrostu, więc zdarzają się konie o wysokości 180 cm w kłębie. Podczas oceniania główną rolę odgrywa harmonia budowy, a także jakość chodów.
Budowa
- Głowa – odpowiednio długa; oko duże, błyszczące i inteligentne; uszy stosunkowo małe, z nachylonymi ku sobie końcami; profil lekko szczupaczy lub prosty; całość musi sprawiać wrażenie szlachetności;
- Szyja – wyniosła, o lekko łabędzim profilu, odpowiednio długa i dobrze umięśniona, wysoko osadzona;
- Kłoda – dobrze umięśniona, dość długa, ale nie za długa, dopuszczalny nieco miękki grzbiet, kłoda musi być głęboko związana z piersią, łopatka jest lekko skośna, żebra nie mogą być beczkowate;
- Kończyny przednie – proste, pęcina nachylona do podłoża pod kątem 45 stopni, rozstawione o szerokość kopyta;
- Kończyny tylne – długie udo, staw skokowy o kącie 150 stopni, pęcina nachylona do podłoża pod kątem 55 stopni.

Chody
- Stęp – sprężysty i silny;
- Kłus – zamaszysty, z silnym odbiciem zadu, ma sprawiać wrażenie lekkości, musi być wyraźna faza zawieszenia z mocnym zgięciem w stawach;
- Galop – rytmiczny, okrągły, z zadu.

We współczesnej selekcji duży nacisk kładzie się na poprawienie pracy zadu przy zachowaniu specyfiki ruchu.
Charakter

Wyróżnia je bardzo dobry charakter, chęć współpracy z człowiekiem, ufność i mała skłonność do narowów.
Maść

Jedyną dopuszczoną maścią jest kara. Ogiery starające się o licencję hodowlaną muszą być w odcieniu kruczym, w wypadku kiedy ogier jest w odcieniu wronim nie zostanie dopuszczony do rozrodu. Jedyną odmianą akceptowaną jest mała gwiazdka na czole, przy czym wyłącznie u klaczy i wałachów.
Nie występuje u tych koni jakakolwiek inna maść poza karą i kasztanowatą, wszelkie domniemania o istnieniu białych czy siwych fryzów są nieprawdziwe. Występują na świecie jedynie mieszanki fryzów z innymi końmi wyglądem bardzo przypominające fryza, takie jak siwy Nero czy tarantowaty Mystic Warrior.

## Użytkowanie
Współczesny koń fryzyjski użytkowany jest na wiele sposobów. Sprawdza się jako koń spacerowy, ujeżdżeniowy, zaprzęgowy oraz w pokazach rewiowych. Świetnie nadaje się też do hipoterapii.
Wysoka inteligencja i ich chęć współpracy z człowiekiem, pozwala na użytkowanie fryzów przez osoby o dużym stopniu niepełnosprawności do jazdy wierzchem. Te specyficzne cechy rasy spowodowały, iż w ciągu ostatnich 20 lat konie fryzyjskie zaczęły być hodowane w wielu częściach świata: Ameryce Płd. i Płn., Australii, Azji, Afryce i oczywiście w Europie.

## Hodowla
Hodowla koni fryzyjskich podlega ścisłej selekcji i opiera się o szereg zasad wytyczanych przez Holenderski Związek Hodowców Koni Fryzyjskich, któremu podlegają wszystkie inne organizacje hodowlane w różnych krajach. Związek jest jedynym organem uprawnionym do oceny koni i wpisywania ich do księgi stadnej. Najsurowiej oceniane są ogiery. Dzięki takiej selekcji, pielęgnowane cechy rasowe są głęboko zakorzenione i zachowane przez wiele lat hodowli tych koni.
Fryzy pochodzą od prymitywnego konia leśnego. Używane były niegdyś szczególnie przez germańską i fryzyjską jazdę jako konie ogólnoużytkowe. Do 1609 krzyżowano je z końmi Półwyspu Iberyjskiego (andaluzyjskie i lusitano). Fryz miał swój wkład w kształtowanie brytyjskich ras kuców Dales i Fell, a poprzez old english black wziął także udział w tworzeniu rasy Shire. Koń oldenburski i Dole Gudbrandsdal są blisko spokrewnione z koniem fryzyjskim.